# Oude Cheung Shantempel
Oude Cheung Shantempel is een Chinees-boeddhistische tempel in Fanling, Hongkong. Het huidige tempelgebouw werd in 1868 gebouwd. In 1998 werd het door de Hongkongse overheid op historische ergoederenlijst gezet.
De oorspronkelijke tempel werd in 1789 gebouwd door bewoners van dorpen in het gebied Ta Kwu Ling. De naam was toen Cheung Shannonnenklooster (長生庵). In het klooster stonden de Boeddhabeelden van Sakyamuni Boeddha, Guanyin en Ksitigarbha. In 1868 werd de tempel herbouwd.